# Зоолошки врт у Бакуу
Зоолошки врт у Бакуу (азер. Bakı zooloji parkı) је најстарији државни зоолошки врт у Азербејџану, а отворен је 1928. године. Под заштитом је Министарства културе и туризма Азербејџана и Градоначелништва града Бакуа. Укупна површина зоолошког врта је 4,25 хектара.

## Историја
Зоолошки врт у Бакуу је отворен 1928. године, а био је назван по Анатолију Луначарском (данас овај врт носи име по Незамију Ганџавију).
Године 1942. основан је нови зоолошки врт на основу евакуисаног Ростовског зоолошког врта, чија је церемонија отварања одржана након Великог отаџбинског рата. До 1958. године зоолошки врт се налазио у близини железничке станице на малом тргу, који је касније добио име по Лењину.
Године 1958. зоолошки врт је премештен у предграђе Баил, на периферији Бакуа и тамо је остао све до средине 1970-их, када је прорадило клизиште у Баилу, током ког су настрадали лав и медвед. Овај догађај натерао је градску власт да размишља о новом, сигурном месту за зоолошки врт, али док није донесена одлука, зоолошки врт је привремено премештен у село Разин (садашњи град Бакиханов), где се налазио до 1985. године.
Али током тог периода експертска група зоолога, биолога и других стручњака одлучила је да се врт изгради на територији Наримановог рејона у Бакуу. Изградња новог зоолошког врта започета је у близини железничке станице за децу, а према плану за њу је предвиђено 45 хектара. Да би се убрзала изградња, одлучено је да се привремено искористи само 2,25 хектара земљишта и касније прошири територија изградњом кружне пруге за децу у зоолошком врту.
Године 1979. шеф извршне власти је издвојио потребну своту новца за изградњу новог зоолошког врта, која је трајала 5 година због недостатка финансирања. И на крају, 1. септембра 1985. године, пуштен је у рад нови зоолошки врт у Бакуу.
У 2001. години, по налогу шефа извршне власти Бакуа, 2 хектара  је додељено зоолошком врту, чиме је укупна површина зоолошког врта повећана на 4,25 хектара.
Године 2008. је шест врста егзотичних животиња авионом довезено из Минска у зоолошки врт у Бакуу: пар нилских крокодила, коати, чинчиле, срне, египатски пси, и рисови. То је било у замену за младог лава, који је послат из Бакуа у главни град Белорусије крајем 2007. године.
У 2010. години започети су грађевински радови на територијама које припадају зоолошком врту, а као резултат изградње нова железничка станица за децу је у потпуности обновљена. Питање о пресељењу зоолошког врта поново је стављено на дневни ред.
Од 2000. године организације за помоћ животињама су се бринуле о условима и јавној сигурности.

## Пројекат новог врта
Према наредби Илхама Алијева, председника Азербејџана, у селу Џејранбатан у Апшеронском рејону, око 10 километара од Бакуа, биће изграђен нови зоолошки врт са јединственим и ретким врстама флоре и фауне. Из председничког фонда је издвојено 2,85 милиона маната за потребе изградње. На територији новог зоолошког врта, чија површина се састоји од 230 хектара, биће смештени ретки сисари и птице са различитих континената, посебно из Аустралије. У Министарству за екологију и природне ресурсе и Националној академији наука Азербејџана формирана је радна група, која укључује стручњаке из различитих истраживачких института и непрофитних организација.

## Симбол Зоолошког врта у Бакуу
Ружичасти фламинго, који се први пут појавио у Бакуу почетком деведесетих година, постао је симбол зоолошког врта. Грађани су донели ове полумртве и рањене птице у зоолошки врт. Радници зоолошког врта, и главни ветеринар Чингиз Султанов, бринули су се о њима и сада тренутно има око 28 фламинга.

## Животиње
Од 2010. године број различитих врста животиња се креће око 160, а укупан број животиња око 1200.
| - Нилски крокодил - Пламенац - Мрки медвед - Ирвас - Фараонски пас - Обични мишар - Белоглави суп - Обични рис - Срна - Црвени јелен - Лав - Тигар - Зебу - Камила - Црни лешинар |  | - Водени биволи - Леопард - Корњаче - Јагуар - Јелен лопатар - Говеда - Вук - Мајмун - Чинчила - Ној - Папагаји - Рибе - Коати - Ему - Брадан |  | - Ламе - Обични шакал - Лисица - Нилски коњ - Пони |  |

## Галерија
- Јагуар
- Мрки медвед
- Афрички лав
- Мунтјак (Muntiacus)
- Зебу
- Јелен
- Лама
- Двогрба камила
- Ној
- Шетландски пони
- Резус макаки
- Фламинго
- Црвеноуха корњача
- Беле роде